# Pirogen
Un pirogen este o substanță care provoacă inducerea unui răspuns febril (creșterea temperaturii corpului, febră) care poate fi fatală la oameni și animale.